# Palthisomis diversa
Palthisomis diversa är en fjärilsart som beskrevs av George Francis Hampson. Palthisomis diversa ingår i släktet Palthisomis och familjen nattflyn. Inga underarter finns listade i Catalogue of Life.